# Mitrephanes
Mitrephanes és un gènere d'ocells de la família dels tirànids (Tyrannidae). Agrupa dues espècies natives de l'Amèrica tropical (Neotròpic), les àrees de distribució de la qual es troben des de Mèxic, a través d'Amèrica Central i de l'oest d'Amèrica del Sud fins al nord-oest de Bolívia i sud-est del Perú. Als seus membres se'ls coneix pel nom comú de piuí crestat.

## Característiques
Els ocells d'aquest gènere són petits, mesurant entre 12,5 i 13 cm de longitud, semblants als piuís del gènere Contopus; ambdues són fàcilment recognoscibles per les crestes que llueixen. Habiten en les vores de boscos muntanyencs i andins.

## Etimologia
El nom genèric Mitrephanes es compon de les paraules del grec antic «mitra» que significa “bonet”, ‘vestimenta del cap’, i «phanēs» que significa “exhibir”.

## Taxonomia
Els amplis estudis genètic-moleculars realitzats per Tello et al. (2009) van descobrir una quantitat de relacions noves dins de la família Tyrannidae que encara no estan reflectides en la majoria de les classificacions. Seguint aquests estudis, Ohlson et al. (2013) van proposar dividir Tyrannidae en cinc famílies. Segons l'ordenament proposat, Mitrephanes roman en Tyrannidae, en una subfamília Fluvicolinae (Swainson, 1832-33), en una tribu Contopini (Fitzpatrick, 2004) conjuntament amb Ochthornis, Cnemotriccus, Lathrotriccus, Aphanotriccus, Sayornis, Empidonax, Contopus i, provisiòriament, Xenotriccus.
Segons la Classificació del Congrés Ornitològic Internacional (versió 14.2, 2024) aquest gènere està format per dues espècies:
- Mitrephanes phaeocercus - piuí crestat rogenc.
- Mitrephanes olivaceus - piuí crestat olivaci.